# Saint-Léger-sur-Vouzance
Saint-Léger-sur-Vouzance település Franciaországban, Allier megyében. Lakosainak száma 259 fő (2022. január 1.). Saint-Léger-sur-Vouzance Chassenard, Luneau, Molinet, Le Pin és Saint-Didier-en-Donjon községekkel határos.

## Népesség
A település népessége az elmúlt években az alábbi módon változott:
| Lakosok száma | 398  | 343  | 350  | 291  | 264  | 265  | 265  | 265  | 263  | 259  |
|               | 1968 | 1982 | 1990 | 2006 | 2013 | 2015 | 2017 | 2019 | 2020 | 2022 |